# Werner Brix

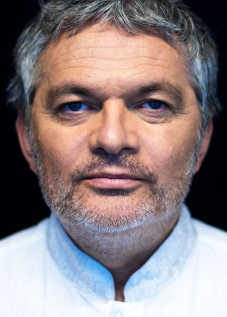
Werner Brix (2014)

Werner Brix (* 7. Dezember 1964 in Wien) ist ein österreichischer Kabarettist und Schauspieler.

## Leben
Brix wuchs in Klosterneuburg auf. Er absolvierte die Höhere Technische Lehranstalt für Nachrichtentechnik in Wien. Danach arbeitete er sechs Jahre in der Industrie. Gleichzeitig wirkte er im Amateurtheater mit. Brix nahm Schauspielunterricht bei Monika Pagnieux (Le Coq), Erika Mottl, Herwig Seeböck und Giora Seeliger. Seit 1987 arbeitet er als freiberuflicher Schauspieler und Regisseur. Von 1991 bis 1993 übernahm er die Leitung der Kabarett- und Kleinkunstbühne „Spektakel“.
1995 trat er als Kabarettist mit seinem ersten Soloprogramm im Kabarett Niedermair in Wien auf, bis 2019 folgten neun weitere Soloprogramme. 2005–2008 trat er zudem mit Gregor Seberg als „f.a.l.t.“ („fucking austrian lesetheater“) auf, mit dem er bisher zwei Programme auf die Bühne brachte. Für sein kabarettistisches Werk erhielt Brix mehrere Auszeichnungen.
Neben seiner kabarettistischen Laufbahn tritt Werner Brix als Theaterschauspieler auf, wirkt in Spielfilmen und mehreren Fernsehproduktionen. Hinter der Kamera ist er als Regisseur und Drehbuchautor tätig und entwickelt mit „Brix Productions“ Bewegtbild-Konzepte für Unternehmen, Unterhaltungsformate und Filmstoffe. Weiters hält er Schauspiel-Workshops in Österreich und Deutschland ab und coacht Menschen aus Wirtschaft und Politik. In regelmäßigen Abständen unterrichtet er an der Universität Kassel in Lehrveranstaltungen und Master-Lehrgängen sowie an der FH Wien.
Seit 2008 ist er Initiator und Veranstalter des jährlichen Benefizabends Zum Tod lachen zugunsten des Entwicklungshilfeklubs sowie Vorsitzender des Otto-Tausig-Fonds „Entwicklungshilfe der Künstler“ zusammen mit Lilly Tausig, Paul Gulda und Erwin Steinhauer. Durch dieses soziale Engagement und die Zusammenarbeit mit der Village Reconstruction Organisation in Indien konnten bisher vier Dörfer erneuert werden und Ausbildungsplätze für Erwachsene und Kinder gesichert werden.
Im Jahr 2011 war er ein Mitgründer der Facebookgruppe Die Amici, die sich für Mikrounternehmen einsetzt und 2017 im Verein ARGE1 eine juristische Körperschaft gründete.

## Kabarett
- 1995: Lurch, Solokabarett
- 1998: Stock im Eisen, Solokabarett
- 1998: Vitasek, Puntigam und Brix
- 2000: Brix trifft Jesus u. a., Solokabarett
- 2001–2002: Die Lange Nacht des Kabaretts, mit Leo Lukas, Ludwig Müller, Olivier Lendl, I Stangl, Mike Supancic, Doris Kofler und Severin Groebner
- 2001: BrixMix, Solo-Best-of
- 2003: Mit Vollgas zum Burnout alias Brix allein im Megaplexx, Solokabarett
- 2005: fuckin' austrian lesetheater – Wir lesen alles, mit Gregor Seberg
- 2006: Unter Zwang, Solokabarett
- 2007: Die Erleser kommen, mit Gregor Seberg
- 2009: Die Erotik der Macht alias Megaplexx 2 – Die besten Stellungen, Solokabarett
- 2011: 40plus – Über Männer in den besten Jahren, Solokabarett
- 2014: LUST – Lasst uns leben!, Solokabarett
- 2016: Zuckerl, Solo-Best-of
- 2019: friss & stirb, Solokabarett

## Schauspieler

### Theater
Unter anderem „Der Unverbesserliche“, „Die Schatzinsel“, „Dracula“, „Robin Hut“, „Toni & Tinas Hochzeit“, „Treue oder Der Hochzeitstag“, „Zur Genüge bösartig“, „Nur ein Tag“, „Kinder von Wien“, „Ladies Night“, „Lumpazivagabundus“.

### Filmrollen
- 1997: Helden in Tirol, unter der Regie von Niki List
- 1997: Der Polifinario, Buch + Regie: Peter Evers, Viennale: Nominierung Preis Neues Kino 1998
- 2004: Silentium (mit u. a. Josef Hader) (Regie: Wolfgang Murnberger)
- 2006: Jump!: (mit Patrick Swayze), Buch + Regie: Joshua Sinclair
- 2011: Der letzte Gast, Zwei-Personen-Kurzfilm mit Simon Schwarz
- 2013: Die Werkstürmer, Regie: Andreas Schmied, Novotny
- 2022: Schächten, Regie: Thomas Roth, Cult Film

### TV
- 1996: Kommissar Rex – Todesrennen
- 1997: Stockinger – Stille Wasser
- 1998: Die Geliebte und der Priester
- 1999: Die Jahrhundertrevue, Regie: Harald Sicheritz
- 2000: Schloss Orth – Herzflimmern
- 2002: Trautmann – Wer heikel ist, bleibt übrig
- 2004: Trautmann – Alles beim Alten
- 2005: Vier Frauen und ein Todesfall – Warm abtragen
- 2006: Tatort – Tödliches Vertrauen
- 2010: Aufschneider (2 Teile)
- 2010: Der Winzerkönig – Die Kandidatin
- 2011–2013: Schlawiner (4 Episoden)[4]
- 2012, 2021: SOKO Donau – Späte Gegend, Grenzenlos
- 2013: Hyundai Kabarett-Tage
- 2014: SOKO Kitzbühel – Faule Eier
- 2014: Landkrimi – Die Frau mit einem Schuh, Regie: Michael Glawogger, Lotus Film
- 2015: Tatort – Deckname Kidon
- 2015: Kleine große Stimme
- 2018: Spuren des Bösen – Wut
- 2019: SOKO Kitzbühel – Alleingelassen
- 2020: Tatort: Pumpen
- 2020: Meiberger – Im Kopf des Täters, Regie: Michael Podogil
- 2020: Soko Donau – Grenzenlos, Regie: Eva Spreitzhofer
- 2024: Die Fälle der Gerti B. (3 Episoden), Regie: Sascha Bigler, Lotus Film

## Auszeichnungen
- 2002: Stuttgarter Besen in Bronze
- 2003: Förderpreis zum KARL (heute: Österreichischer Kabarettpreis)
- 2003: Scharfrichterbeil
- 2005: Salzburger Stier
- 2016: Kulturpreis der Stadt Klosterneuburg
- 2017: Reinheimer Satirelöwe, Jurypreis Männer
- 2018: Dresdner Satire-Preis[5]